# Marc-Antoine Charpentier
Marc-Antoine Charpentier (? 1643, Paříž – 24. února 1704, Paříž) byl francouzský hudební skladatel období baroka.

## Život
Charpentier se narodil na předměstí Paříže v rodině královského malíře. Otec měl vzhledem ke svému povolání vlivné známosti v nejvyšších politických kruzích Paříže. Marc-Antoine získal velmi dobré vzdělání s největší pravděpodobností na jezuitské škole. V 18 letech byl zapsán ke studiu práv v Paříži.
V letech 1667 až 1669 Charpentier pobýval v Římě a studoval hudbu u Giacoma Carissimiho. Nezaručená legenda praví, že původně odjel do Říma studovat malířství, ale Carissimni odhalil jeho hudební talent a přesvědčil ho, aby se raději věnoval hudbě. Po návratu do Paříže pracoval jako skladatel pro Marii de Lorraine, vévodkyni de Guise, a to až do její smrti v roce 1688. V této době zkomponoval velké množství duchovní hudby (pro mše a žalmy, hymny, moteta, Magnificat), ale také řadu jevištních děl na světské náměty.
Počínaje rokem 1672 začal Charpentier spolupracovat s Molièrem, který se v té době nepohodl se svým dosavadním hudebním skladatelem Jean-Baptiste Lullym. Byl také učitelem hudby Philippa, vévody z Chartres. V roce 1683 ocenil král Ludvík XIV. jeho scénickou hudbu a udělil mu doživotní rentu.
V 80. letech byl Charpentier ředitelem kůru v jezuitském kostele sv. Ludvíka v Paříži a od roku 1698 vykonával tuto prestižní funkci v Sainte Chapelle až do své smrti v roce 1704.

## Dílo
Charpentier si vytvořil svůj vlastní styl, který se těžko vtěsnává do kategorií hudby velkého století. Řada jeho drobnějších skladeb pro dva hlasy a continuo připomíná italské kantáty barokní doby. Charpentier je nazýval air sérieux nebo air à boire, zatímco název kantáta ponechal skladbám v typickém italském stylu.
Preludium k Te Deum (H. 146) se stalo znělkou Eurovize.
Dílo Marc-Antoine Charpentiera katalogizoval teprve v moderní době Hugh Wiley Hitchcock. V roce 1982 vydal v Paříži publikaci Les Oeuvres de Marc-Antoine Charpentier: Catalogue Raisonné, která se stala všeobecně používaným seznam skladatelových děl.

### Opery
- Les Amours d'Acis et Galatée (ztracena, 1678?)
- Les Arts florissants (H. 487, 1685-6)
- La Descente d'Orphée aux Enfers (H. 488; 1686-7)
- Le Jugement de Paris, (1690)
- Philomele, ztracena (1690)
- Médée (H. 491; 1693)

### Biblické tragédie
- Celse Martyr (hudba ztracena; Libreto P. Bretonneau publikováno v roce 1687)
- David et Jonathas (H. 490, 1688)

### Pastorale
- Petite Pastorale Eglogue de Bergers (H. 479; mid-1670s?)
- Actéon (H. 481; 1684)
- Il faut rire et chanter: Dispute de Bergers (H. 484; 1685)
- La Fête de Ruel (H. 485; 1685)
- La Couronne de Fleurs (H. 486; 1685)
- Le Retour de Printemps (ztraceno)
- Cupido Perfido Dentr'al Mio Cor
- Amor Vince Ogni Cosa (H. 492)
- Pastorale sur la Naissance de Notre Seigneur Jésus-Christ

### Scénická hudba
- Les Facheux (1672, hudba ztracena, Molière)
- La Comtesee de'Escarbagnas (H. 494; 1672, Molière.)
- Le Médecin malgré lui (hudba ztracena, Molière)
- L'Inconnu (hudba ztracena; 1675, Donneau de Visé a Thomas Corneille)
- Circé (H. 496; 1675 Thomas Corneille)
- Overture du prologue de l'Inconnu (H. 499; 1679?)
- Andromède (H. 504; 1682, Pierre Corneille)
- Vénus et Adonis (H. 507; 1685, Donneau de Visé.)

### Balety
- Le Mariage forcé (1672)
- Le Malade imaginaire (1672)
- Le Sicilien (1679)
- Polyeucte (H. 498; 1679)

### Divertimenta a interludia
- Les Plaisirs de Versailles (H. 480; 1682)
- Idylle sur le Retour de la Sante du Roi (H. 489; 1686-7)
- Le Triomphe des Dames (1676)
- La Pierre Philosophale (1681)
- Endymion (1681)
- Dialogues d'Angélique et de Médor (1685)

### Sonáty
- Sonates à huit

### Duchovní hudba
Mezi duchovními skladbami nalezneme 11 mší, velké množství žalmů, antifon, sekvencí a více než 200 motet. Rovněž jeho ouvertury, symfonie a řada dalších instrumentálních skladeb byla původně určena pro chrámové provedení. Nejdůležitější skladby:
- Extremum Dei Judicium (H. 401)
- Messe de Minuit pour Noël (H. 9, 1690)
- Missa Assumpta est Maria (H. 11, 1698-1702)
- Litanies de la vierge (H. 83, 1683-1685)
- Te Deum (H. 146, 1690)
- Dixit Dominus (H. 204)
- In nativitatem Domini canticum (H. 416)
- Noëls (3) (H. 531, 1680)
- Noëls pour les instruments (H. 534, 1690)